# Brave CF 44
Brave CF 44 var en MMA-gala som arrangerades av Brave Combat Federation och ägde rum 5 november 2020 i Ar Rifā‘, Bahrain. Galan sändes via Fite.tv, O2TV, Telesport Group, Arena Sport, Fight Network och BravecfTV.com.

## Bakgrund
Huvudmatchen var en titelmatch i lättvikt mellan regerande mästaren Cleiton Silva och utmanaren Amin Ayoub. De tio nationer som representerades på galan var: Brasilien, Frankrike, Danmark, Nya Zeeland, Filippinerna, Österrike, Sydafrika, Ryssland, Pakistan, Luxemburg och Bahrain.

## Resultat
1. ↑   Catchvikt 161 lb / 73 kg
2. ↑  Titelmatch